# Natalia García Timofeeva
Natalia García Timofeeva (Barcelona, 5 de agosto de 1994) es una ex gimnasta rítmica española que fue componente de la selección nacional de gimnasia rítmica de España desde 2008 hasta su retirada en 2021. En la última etapa de su carrera fue entrenada por Mónica Viñals del Club Sant Cugat Esportiu, aunque estuvo varios años bajo las órdenes de Iratxe Aurrekoetxea en el CAR de Sant Cugat. Ha sido 5 veces campeona de España individual en el concurso general contando todas las categorías: 1 en alevín (2005), 2 en infantil (2006 y 2007), 1 en júnior (2008) y 1 en júnior honor (2009). También ha sido 6 veces subcampeona de España en la categoría de honor (2011 - 2016) y bronce en 2019. Además, tiene varias preseas más individuales, por aparatos y en modalidad de conjuntos. Se retiró el 13 de noviembre de 2021 en el 6º Trofeo Internacional Ciutat de Barcelona tras más de 20 años en el mundo de la gimnasia.

## Biografía deportiva

### Inicios
Empezó en la gimnasia rítmica a la edad de 6 años en el Club Rítmica Panadés de Villafranca del Panadés (Barcelona). Su abuela materna, Natasha, fue campeona de gimnasia acrobática en la Unión Soviética, y su madre, Leila Timofeeva, también practicó gimnasia rítmica en su infancia.

### 2004 - 2005: categoría alevín
En el año 2004 entró en el CAR (Centro de Alto Rendimiento) en Sant Cugat (Barcelona). Consiguió la 13.ª posición en el Campeonato de España de Clubes y Autonomías (celebrado en Leganés) en la categoría alevín. Hizo equipo con Marina España. 2005 consiguió su primer título nacional (en la categoría alevín) en el Campeonato de España en Benicarló, como parte de la selección catalana. Ese año también fue campeona de Cataluña.

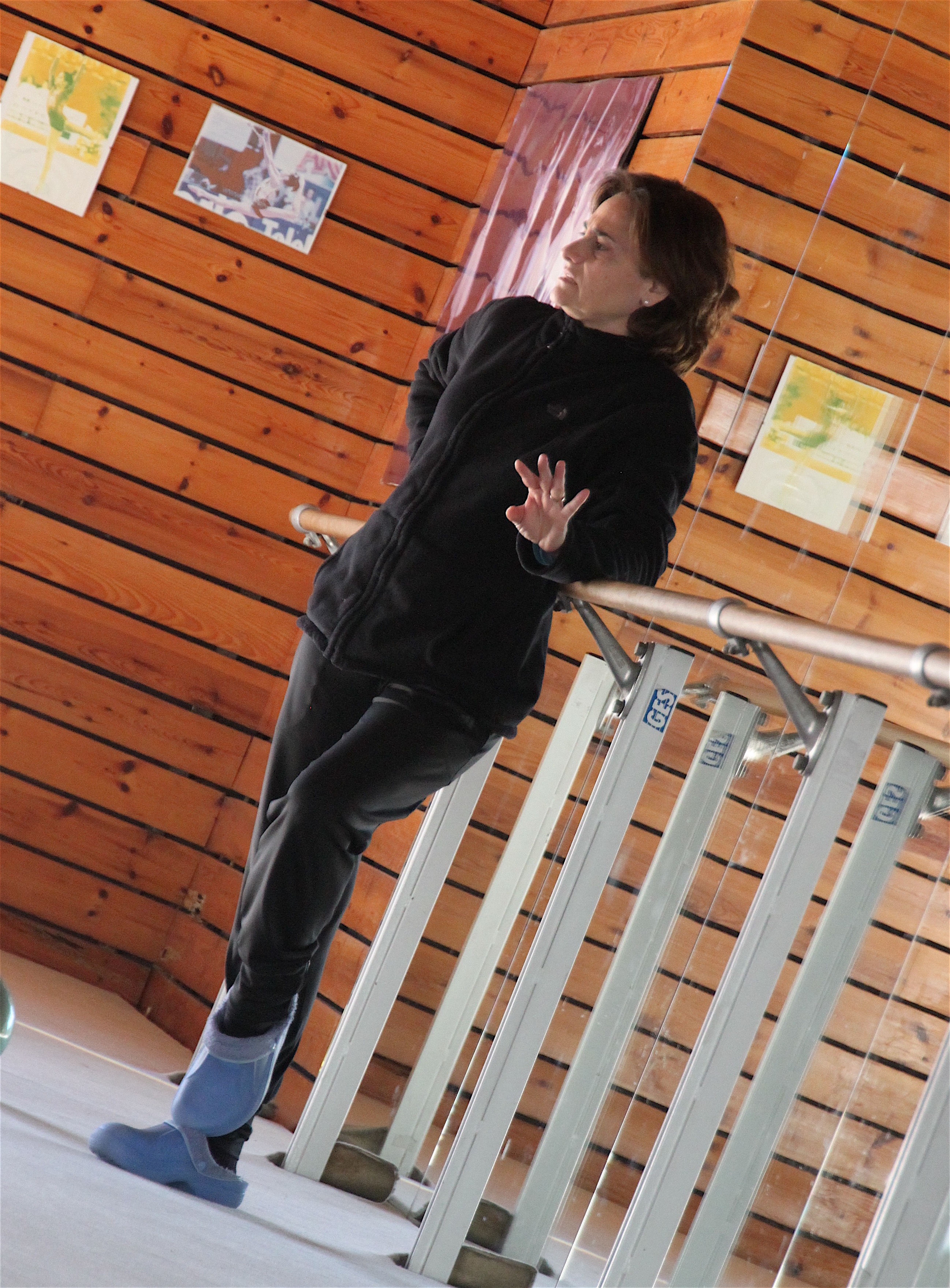
Iratxe Aurrekoetxea fue la entrenadora de Natalia en el CAR de San Cugat.

### 2006 - 2007: categoría infantil
En 2006 entró en la categoría infantil de la selección catalana, donde coincidió con Esther Escolar y Almudena Cid. Ese año ganó su primer Campeonato de España en esta categoría, título que repetiría la temporada siguiente. Este mismo año compitió en el No Limits Open (Bélgica). En el año 2007 hizo conjunto con Raquel Calvo, Esther García, Julia Luna y Júlia Usón, quedando campeonas de España en Granada y participando en noviembre en el Euskalgym de Durango.

### 2008 - 2009: categoría júnior y júnior honor
En categoría júnior consiguió el Campeonato de España en el año 2008 (Ponferrada) y el del 2009 (Ponferrada) en la categoría júnior honor. En 2008 fue convocada por la selección nacional en categoría júnior para la Copa del Mundo de Portimão (Portugal) y para el Campeonato de Europa de Turín. También hizo equipo con Rebeca García y realizó una exhibición junto a las otras júnior de la selección española (Bárbara van Ravesteyn y Rebeca García). En noviembre de 2008 participó en el Euskalgym de Durango. Durante 2009 participó en competiciones internacionales en Paso de Calais y Thiais (ambas en Francia), quedando 4.ª en las dos. A nivel nacional, este año compitió en la Copa de la Reina, donde quedó en 2.º lugar por detrás de la sénior Carolina Rodríguez. Haciendo equipo con Cataluña, fue subcampeona en el Torneo Internacional de los Cuatro Motores de Europa (Italia).

### 2010 - 2012: primer ciclo olímpico como sénior
A partir de 2010 integró como sénior la selección nacional del gimnasia rítmica. Ese mismo año obtuvo el 4.º puesto en el Campeonato de España Individual de Gimnasia Rítmica. Representó a España en la Copa del Mundo de Pésaro (Italia) y en el Campeonato del Mundo de 2010 celebrado en Moscú, donde al participar únicamente con los aparatos de pelota (20.ª mejor nota) y aro (46.ª mejor nota), solo pudo alcanzar el 126.º puesto en la general, mientras que por equipos fue 14.ª (junto a Carolina Rodríguez, Júlia Usón y Marina Fernández). En noviembre de 2010 participó en el Euskalgym.
Para el año 2011 consiguió en La Coruña el subcampeonato de España en la categoría de honor. Fue elegida para participar en el Campeonato de Europa (Minsk, Bielorrusia) presentando el programa completo de los cuatro aparatos en el grupo A, siendo finalmente 10.ª por equipos junto a Júlia Usón. En septiembre participó en el Mundial de Montepellier, donde fue 11.ª por equipos (junto a Carolina Rodríguez y Júlia Usón) y 36.ª en la general individual. Fue además seleccionada por un club italiano para participar en la Serie A (Liga Nacional de Clubes de Italia, en la que cada club selecciona a una gimnasta internacional), a la que finalmente no pudo asistir por lesión. También fue invitada a la exhibición en el Memorial a Nina Vitrichenko y a la Gala de Navidad de Vitoria.
En 2012 logró su segundo subcampeonato de España en categoría de honor, en esta ocasión en Valladolid. También fue seleccionada para participar en la Aeon Cup (Japón), donde fue 13.ª en la general y 8.ª por países, y para formar parte como invitada de la Liga Italiana de Clubes.

### 2013 - 2016: segundo ciclo olímpico como sénior

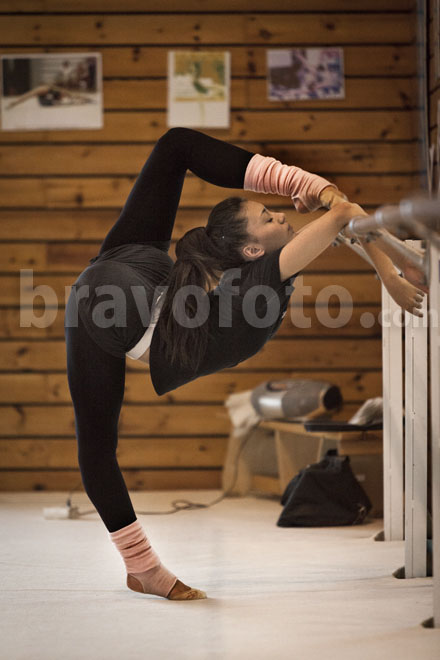
Natalia durante un entrenamiento en el CAR de San Cugat (2013).

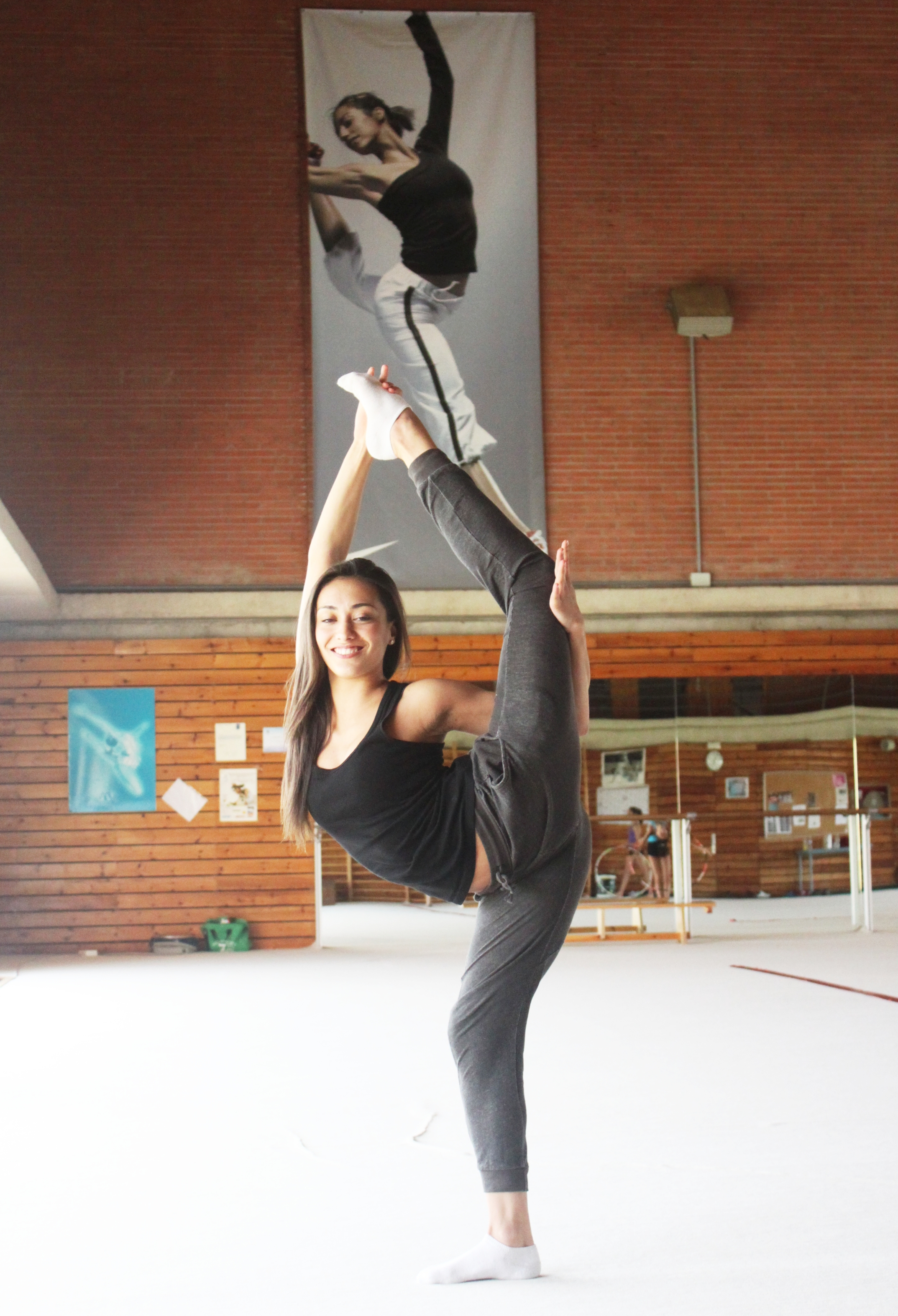
García frente a un póster de Almudena Cid en el CAR de San Cugat (2013).

Para 2013 Natalia participó en la 1.ª fase de la Copa Catalana. En dicho evento se celebraba la competición de aro y pelota, donde consiguió la medalla de oro en los dos aparatos. Este año se celebró el Campeonato de España Base Individual junto a la  Copa de la Reina, donde Natalia participó con los ejercicios de aro, pelota y cinta, y a su vez hizo equipo con la catalana Andrea Molina para la clasificación por comunidades. Finalizó la competición con la medalla de bronce en aro y la medalla de plata en pelota y en cinta. Por comunidades, Andrea y Natalia consiguieron la medalla de plata tras el equipo de Castilla y León (Carolina Rodríguez, Sara Llana, Andrea Pozo y Gemma García). Ese año representó a España en el Grand Prix de Thiais, consiguiendo una 24.ª posición en el ejercicio de mazas, la 26.ª en cinta, y la 16.ª en aro y pelota, acabando así en una 22.ª posición en la general. En la Copa del Mundo disputada en Corbeil quedó 9.ª clasificada general (11.ª clasificada en pelota, 10.ª clasificada en mazas, 10.ª clasificada en cinta y 7.ª clasificada en la final de aro). Tras el control técnico de la RFEG que se celebró en el CEARD de León, fue seleccionada para formar parte del equipo español en el Campeonato de Europa de 2013, que se celebró en Viena (Austria). Participó con los aparatos de pelota, aro y mazas, quedando 13.ª en el ejercicio de aro, 36.ª en pelota y 11.ª en mazas. Junto a sus compañeras de equipo Carolina Rodríguez, que realizaba los cuatro aparatos, y la asturiana Eugenia Onopko, que competía en la modalidad de cinta, España finalizó en 8.ª posición y consiguió ascender así al grupo A. Ese año Natalia se proclamó subcampeona de España por tercera vez en el Campeonato de España Individual celebrado en Valladolid. En los Juegos Mediterráneos de 2013 en Mersin (Turquía) logró la 6.ª posición en la final individual. En agosto de 2013, en el Campeonato del Mundo de Kiev, quedó en el puesto 19.º del concurso general individual. En noviembre de 2013 participó en el Euskalgym de Bilbao.
A principios de 2014 sufrió una rotura en la fascia de un pie, lo que hizo retrasar su inicio de temporada hasta mayo. En su primera competición internacional del año, la Copa del Mundo disputada en Minsk, obtuvo la 34.ª posición en la general. El 29 de junio se proclamó nuevamente subcampeona de España en el Campeonato de España Individual celebrado en Granada, obteniendo también la plata en aro, pelota, mazas y cinta. En agosto disputó la Copa del Mundo de Sofía, donde logró el 21..eɽ puesto en la general. También ese mismo mes disputó el IV Meeting en Vitória (Brasil), donde logró la 4.ª plaza tanto en la general como en la final de pelota, y 3 medallas de plata en las finales restantes (aro, mazas y cinta). En septiembre, en el Campeonato del Mundo de Esmirna, logró el 30.º puesto en el concurso general individual y el 6.º por equipos junto a Carolina Rodríguez y Sara Llana. En noviembre de 2014 participó en el Euskalgym de Vitoria.
En mayo de 2015 Natalia disputó el Campeonato de Europa de Minsk, donde obtuvo junto a Carolina Rodríguez la 7.ª posición por equipos. El 4 de julio volvió a proclamarse subcampeona de España en la general de la categoría de honor en el Campeonato de España Individual en Pontevedra. Fue también plata en aro, pelota y cinta, y logró el oro en mazas. En septiembre participó en el Campeonato del Mundo de  Stuttgart, donde logró la 32ª plaza en la general individual. Asimismo, fue 10.ª en la competición por equipos junto a Carolina Rodríguez, Sara Llana y Polina Berezina.
En junio de 2016 se disputó la Copa del Mundo de Guadalajara, la primera competición internacional oficial de gimnasia rítmica que se celebró en España desde la Final de la Copa del Mundo en Benidorm (2008). El evento se desarrolló del 3 al 5 de junio en el Palacio Multiusos de Guadalajara con la asistencia de unas 8.000 personas en las dos últimas jornadas. Natalia obtuvo en Guadalajara el 12.º puesto en la general y el 8.º puesto en la final de cinta. Ese mismo mes participó en el Campeonato de Europa de Jolón, donde obtuvo el 19.º puesto en el concurso general. El 25 de junio volvió a ser subcampeona de España en la general de la categoría de honor en el Campeonato de España Individual de Guadalajara. Fue además oro en cinta y plata en mazas, pelota y aro.

### 2017 - 2021: tercer ciclo olímpico y retirada
En mayo de 2017 participó en el Europeo de Budapest, logrando la 12.ª plaza por equipos junto a Sara Llana y Polina Berezina. El 22 de noviembre de 2017 fue operada de la cadera. Desde septiembre de 2018 entrenó bajo las órdenes de Mónica Viñals del Club Gimnàstica Sant Cugat Esportiu en el CAR de dicha ciudad, así como en Moscú, donde preparó los ejercicios de la temporada 2019. En junio de 2019 fue bronce en la general de la categoría de honor en el Campeonato de España Individual de Palma de Mallorca, por detrás de María Añó (plata) y Noa Ros (oro). En agosto fue 4.ª en la general y bronce en pelota en el Torneo Internacional Grácia Cup de Budapest. Para septiembre disputó el Mundial de Bakú con los ejercicios de mazas y de cinta, logrando la 11.ª posición por equipos junto a Polina Berezina y María Añó. 
A lo largo de 2021, García disputó las pruebas de la Copa del Mundo en Sofía, Taskent, Bakú y Pésaro. En junio de 2021 compitió en el Europeo de Varna, logrando la 19.º posición en la general. Su retirada tuvo lugar el 13 de noviembre de 2021 en el 6.º Trofeo Internacional Ciutat de Barcelona.

## Vida personal
Es pareja del modelo tarraconense Sergio Carvajal desde 2015. García mantiene desde su infancia un estrecho vínculo y amistad con la exgimnasta Almudena Cid. En 2014, Natalia manifestó así la importancia de Cid en su carrera:

«Almudena es un referente. Hemos entrenado juntas desde pequeñas y he crecido con ella al lado [...] Me ha enseñado muchísimo, tanto el no rendirte nunca y seguir luchando por lo que quieres porque al final con trabajo, constancia, esfuerzo e ilusión se puede conseguir, como que por muchas dificultades que se nos presenten, al final el trabajo es lo que vale. Y si ella lo ha hecho, creo que yo también puedo».
—Natalia García, en declaraciones en 2014 a Marca

## Música de los ejercicios
| Año                             | Aparatos     | Música |
| ------------------------------- | ------------ | --- |
| 2005 (Individual alevín)        | Manos libres | «The Merry-Go-Round Broke Down», sintonía de Looney Tunes, compuesta por Cliff Friend y Dave Franklin.                                                                                                   |
| 2006 (Individual infantil)      | Pelota       | Canción de cuna (Wiegenlied, Op. 49 Nº 4) de Johannes Brahms. |
| 2007 (Individual infantil)      | Pelota       | «The Pink Panther Theme», perteneciente a la banda sonora de la película La pantera rosa de Blake Edwards, compuesta por Henry Mancini.                                                                  |
| 2007 (Individual infantil)      | Aro          | «Terry's Theme» («Eternally»), compuesto por Charles Chaplin para la banda sonora de Candilejas. |
| 2007 - 2008 (Individual júnior) | Cinta        | «O mio babbino caro» de Giacomo Puccini en la versión de Joshua Bell. |
| 2008 (Individual júnior)        | Pelota       | «La zarzamora», versión de Paco de Lucía del tema homónimo de Quintero, León y Quiroga. |
| 2008 (Individual júnior)        | Aro          | «Con te partirò», compuesta por Francesco Sartori para Andrea Bocelli. |
| 2008 (Individual júnior)        | Cuerda       | «Trashin' the Camp» de Phil Collins, perteneciente a la banda sonora de Tarzán. |
| 2009 (Individual júnior)        | Cuerda       | «Locomotivo» de Andy J. Forest & Snapshots. |
| 2009 - 2010                     | Pelota       | «Celem, Celem» de Yildiz Ibrahimova. |
| 2009 - 2010                     | Aro          | Medley de los temas «Anathema» de Balkan Horses Band, «Nimbooda» de Ismail Darbar para la banda sonora de Hum Dil De Chuke Sanam, y «Bhootni Ke» de Daler Mehndi para la banda sonora de Singh Is Kinng. |
| 2010                            | Cinta        | «To Victory», perteneciente a la banda sonora de 300 de Zack Snyder, compuesta por Tyler Bates. |
| 2010                            | Cuerda       | «Farruca (Danza del molinero)» del ballet El sombrero de tres picos de Manuel de Falla, en la versión de Paco de Lucía.                                                                                  |
| 2011                            | Mazas        | «Tango Amore» de Edvin Marton. |
| 2011                            | Aro          | «Flamenco bolero», una adaptación del Bolero de Maurice Ravel por Gustavo Montesano y la Royal Philharmonic Orchestra.                                                                                   |
| 2011                            | Cinta        | «Tsigani» de Yildiz Ibrahimova. |
| 2011 - 2012                     | Pelota       | «Agua y vino» de Nuevo Tango Ensamble. |
| 2012                            | Aro          | «Una patada en los huevos» y «La identidad inaccesible», de la banda sonora de La piel que habito de Pedro Almodóvar, compuesta por Alberto Iglesias.                                                    |
| 2013                            | Pelota       | «I Put a Spell on You» de Screamin' Jay Hawkins, en la versión de Nina Simone. |
| 2013                            | Mazas        | «Atardecer» de Josemi Carmona. |
| 2013                            | Cinta        | «Baluarte de los mártires» de Carles Benavent, Jorge Pardo, Manolo Carrasco y Tino di Geraldo, y «Cómo se anda en el campo» de Jorge Pardo, Manolito Soler y Manolo Carrasco.                            |
| 2014 - 2015                     | Aro          | «Mujer latina» de Thalía. |
| 2014 - 2015                     | Pelota       | «Papa, Can You Hear Me?» de Michel Legrand, en la versión de Itzhak Perlman. |
| 2014 - 2015                     | Mazas        | Temas «Hit By a Brick», «Lover Lies» y «Drink Drank Drunk», de The Atomic Fireballs. |
| 2015                            | Cinta        | Temas «Rise of the Instruments» y «The Storm», de Balázs Havasi. |
| 2016                            | Pelota       | «Arte y compás» de Manolo Carrasco. |
| 2016                            | Mazas        | Temas «Partition», «Ring the Alarm», «Naughty Girl» y «Crazy in Love», de Beyoncé. |
| 2016 - 2017                     | Aro          | «The Christ Trilogy» de Balázs Havasi. |
| 2017                            | Pelota       | «De frente» de Silvia Pérez Cruz. |
| 2017                            | Mazas        | «Mongolia» de Armand Amar. |
| 2017                            | Cinta        | «Sand» de Nathan Lanier y Karen Whipple. |

## Filmografía

### Películas
| Películas | Películas        | Películas       | Películas    | Películas           |
| Año       | Título           | Personaje       | Notas        | Director            |
| --------- | ---------------- | --------------- | ------------ | ------------------- |
| 2019      | Hijas de Cynisca | Ella misma      | Documental   | Beatriz Carretero   |
| 2020      | Hogar            | Valentina Costa | Largometraje | Álex y David Pastor |

### Programas de televisión
| Programas de televisión | Programas de televisión  | Programas de televisión | Programas de televisión   |
| Año                     | Título                   | Cadena                  | Notas                     |
| ----------------------- | ------------------------ | ----------------------- | ------------------------- |
| 2014                    | Objetivo Río             | Teledeporte             | Entrevistada en reportaje |
| 2016                    | Pódium                   | Teledeporte             | Entrevistada en reportaje |
| 2018                    | Supervivientes: Honduras | Telecinco               | Invitada                  |

### Publicidad
- Spots de Navidad para Dvillena, entonces patrocinador de la RFEG (2013 y 2015).[31]
- Spot de la puntera «Sensación» de Dvillena, entonces patrocinador de la RFEG (2014).[32]
- Vídeo promocional de la RFEG titulado «El sueño de volar» (imágenes de archivo), dirigido por Carlos Agulló (2015).[33]
- Vídeo promocional de la RFEG titulado «A ritmo de Río», dirigido por Carlos Agulló (2016).[34]
- Anuncio de televisión de Evax Salvaslip (2018).[35]